# Mátranovák, Nógrád
Mátranovák  este un sat în districtul Bátonyterenye, județul Nógrád, Ungaria, având o populație de 1.840 de locuitori (2011). 

## Demografie
Componența etnică a satului Mátranovák
     Maghiari (95,63%)
     Romi (3,09%)
     Necunoscut (1,09%)
     Germani (0,18%)
     Alții (1,09%)
Componența confesională a satului Mátranovák
     Romano-catolici (55,05%)
     Fără religie (14,35%)
     Reformați (1,96%)
     Necunoscută (27,34%)
     Alte religii (2,23%)
Conform recensământului din 2011, satul Mátranovák avea 1.840 de locuitori. Din punct de vedere etnic, majoritatea locuitorilor (95,63%) erau maghiari, cu o minoritate de romi (3,09%). Apartenența etnică nu este cunoscută în cazul a 1,09% din locuitori.  Din punct de vedere confesional, majoritatea locuitorilor (55,05%) erau romano-catolici, existând și minorități de persoane fără religie (14,35%) și reformați (1,96%). Pentru 27,34% din locuitori nu este cunoscută apartenența confesională.